# 106. pr. Kr.
◄ | 3. stoljeće pr. Kr. | 2. stoljeće pr. Kr. | 1. stoljeće pr. Kr. | ►
◄ | 130-ih pr. Kr. | 120-ih pr. Kr. | 110-ih pr. Kr. | 100-ih pr. Kr. | 90-ih pr. Kr. | 80-ih pr. Kr. | 70-ih pr. Kr. | ►
◄◄ | ◄ | 109. pr. Kr. | 108. pr. Kr. | 107. pr. Kr. | 106 pr. Kr. | 105. pr. Kr. | 104. pr. Kr. | 103. pr. Kr. | ► | ►►
Astronomija

## Rođenja
- 3. siječnja – Marko Tulije Ciceron, najveći starorimski govornik
- 29. rujna – Pompej Veliki, rimski vojskovođa i trijumvir († 48. pr. Kr.)